# Pokhara
Pokhara (पोखरा - Pokharā) è una città del Nepal, la seconda per abitanti, calcolati in 264 991 dal censimento del 2011.

## Pokhara
È il capoluogo del distretto di Kaski nella Zona amministrativa di Gaṇḍakī. Si trova a 203 km ad ovest di Kathmandu, a 880 metri di quota. Pokhara è un centro di elevata importanza turistica e dispone di numerose strutture ricettive grazie alla sua posizione prossima a numerosi percorsi di trekking fra cui l'Annapurna Circuit. Il quartiere di Lakeside, o quartiere turistico, si affaccia sulle sponde del Lago Phewa (Phewa Tal) dal quale è possibile ammirare il bianco stupa per la Pace Mondiale a sud, donato dai giapponesi, e il colle di Sarangkot a destra. Sarangkot è un forte situato a 1 300 metri di quota dal quale si ha una delle più belle vedute sull'Himalaya, la vista spazia dal Dhaulagiri I (8167 m) ad ovest, fino all'Annapurna I, Machapuchare (6993 m) e Manaslu (8163 m) ad est. 
Pokhara è anche famosa per il parapendio che negli ultimi anni ha raggiunto fama internazionale per il grande scenario che accompagna i voli davanti alla catena Himalayana. Nel fiume Trishuli che l'attraversa, viene praticato il rafting.

## Galleria d'immagini

Pokhara
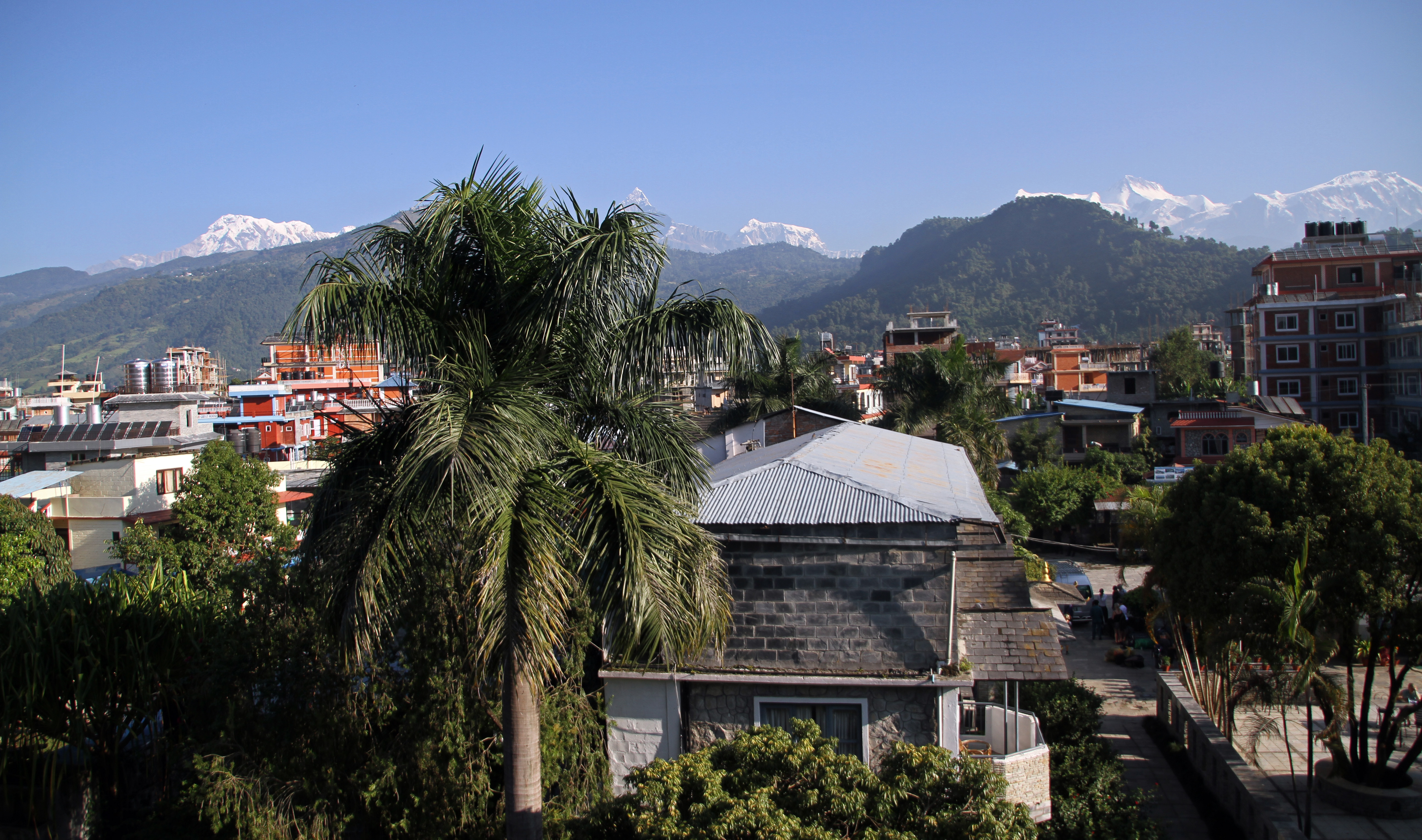
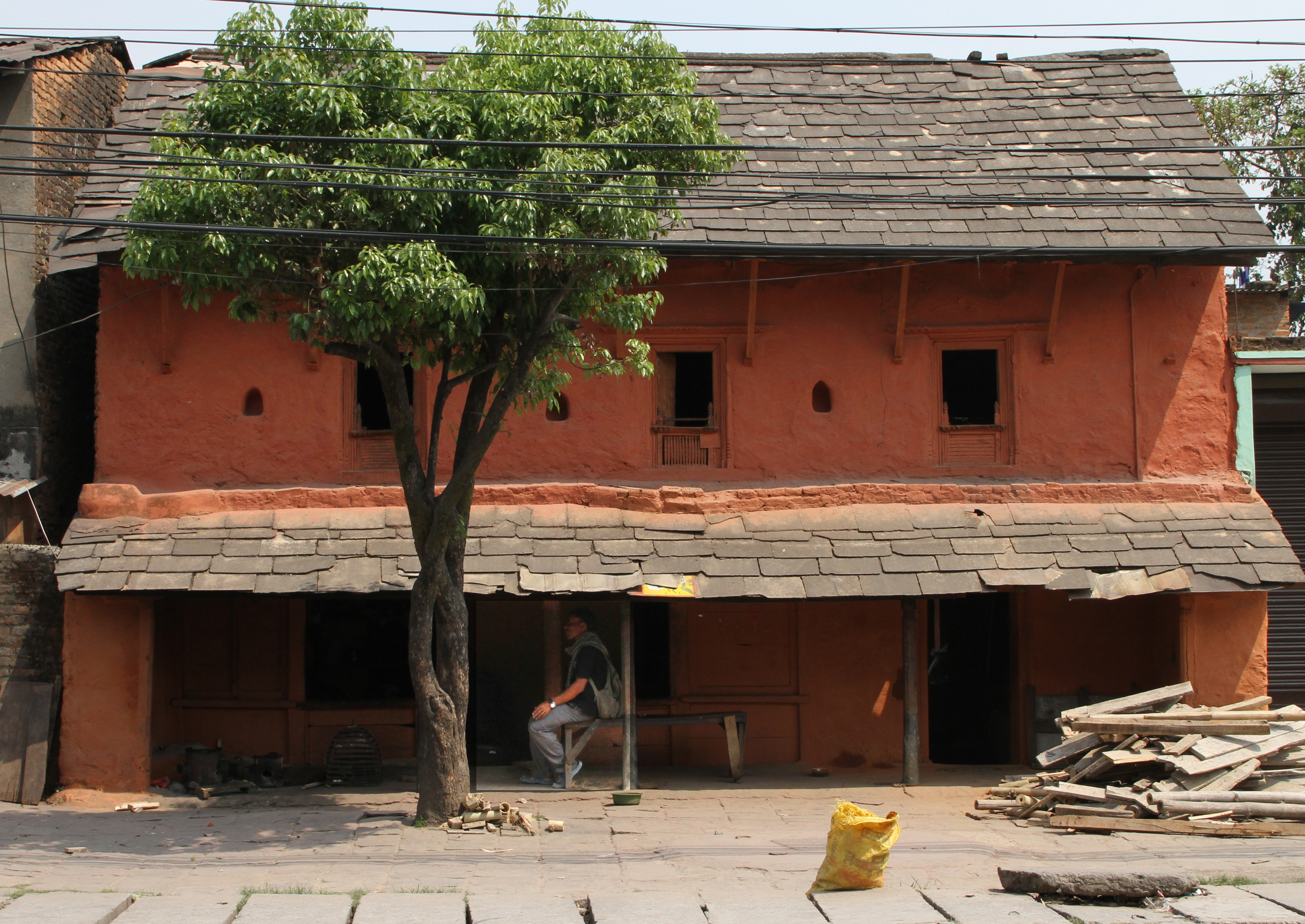
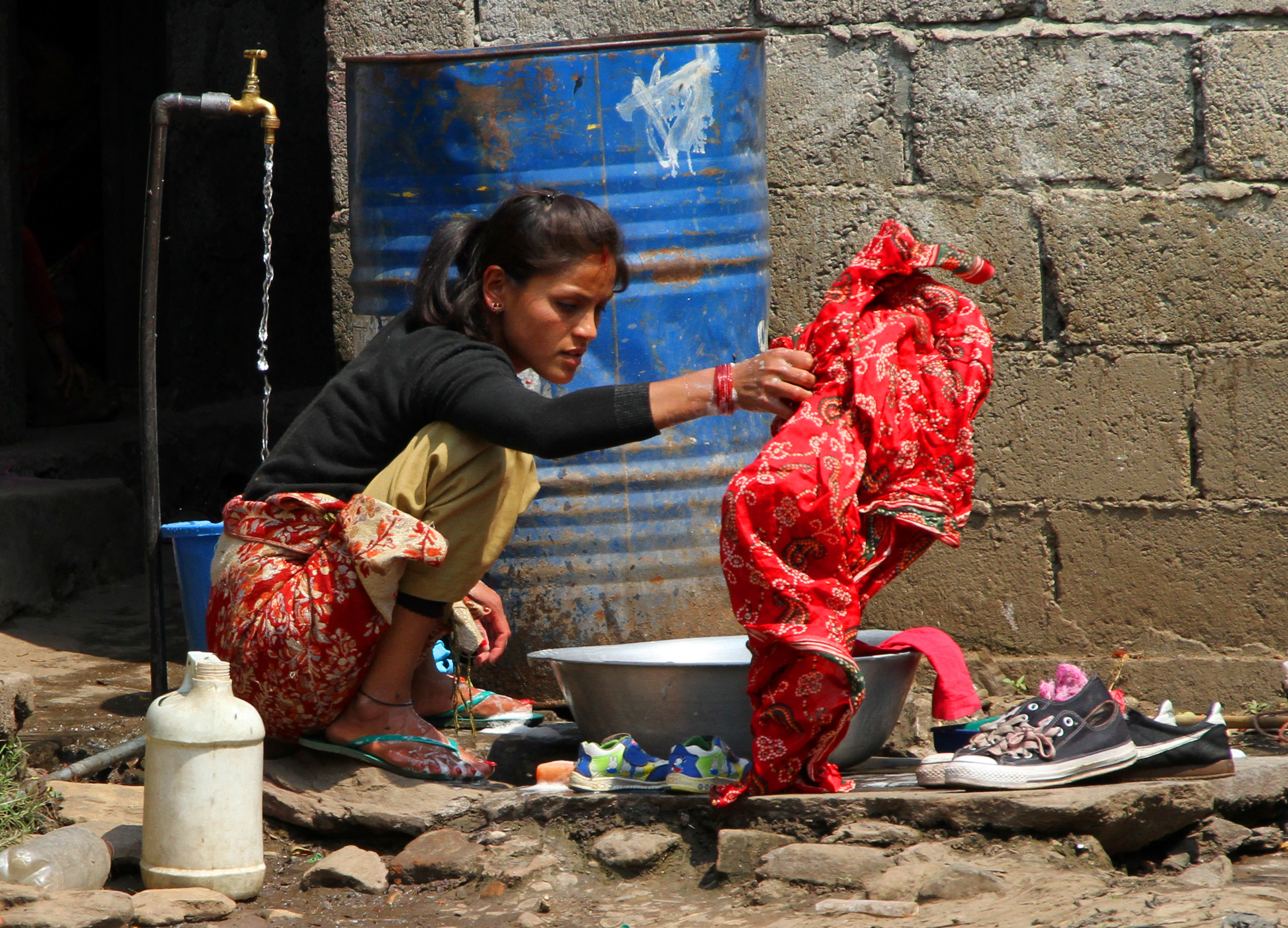
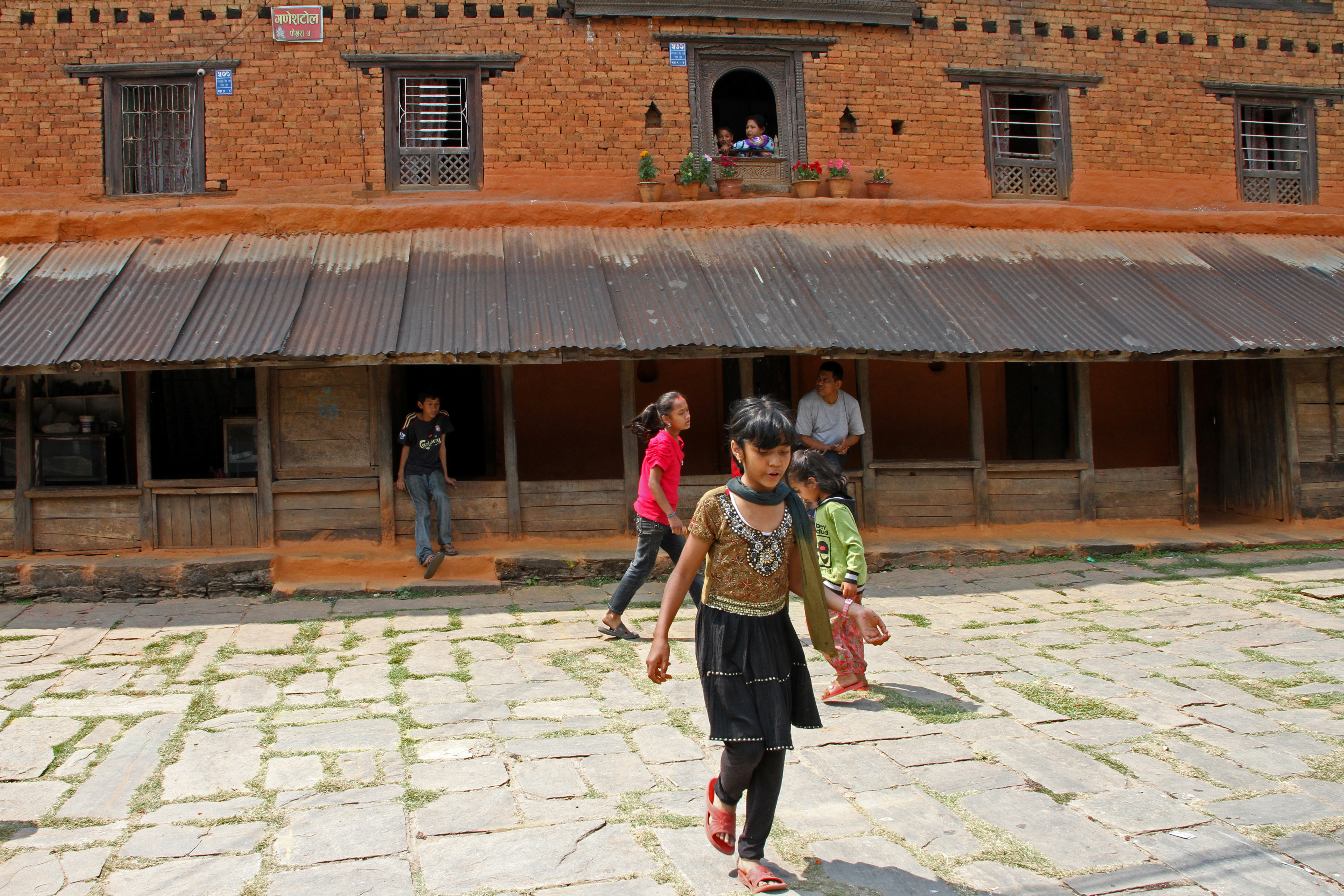
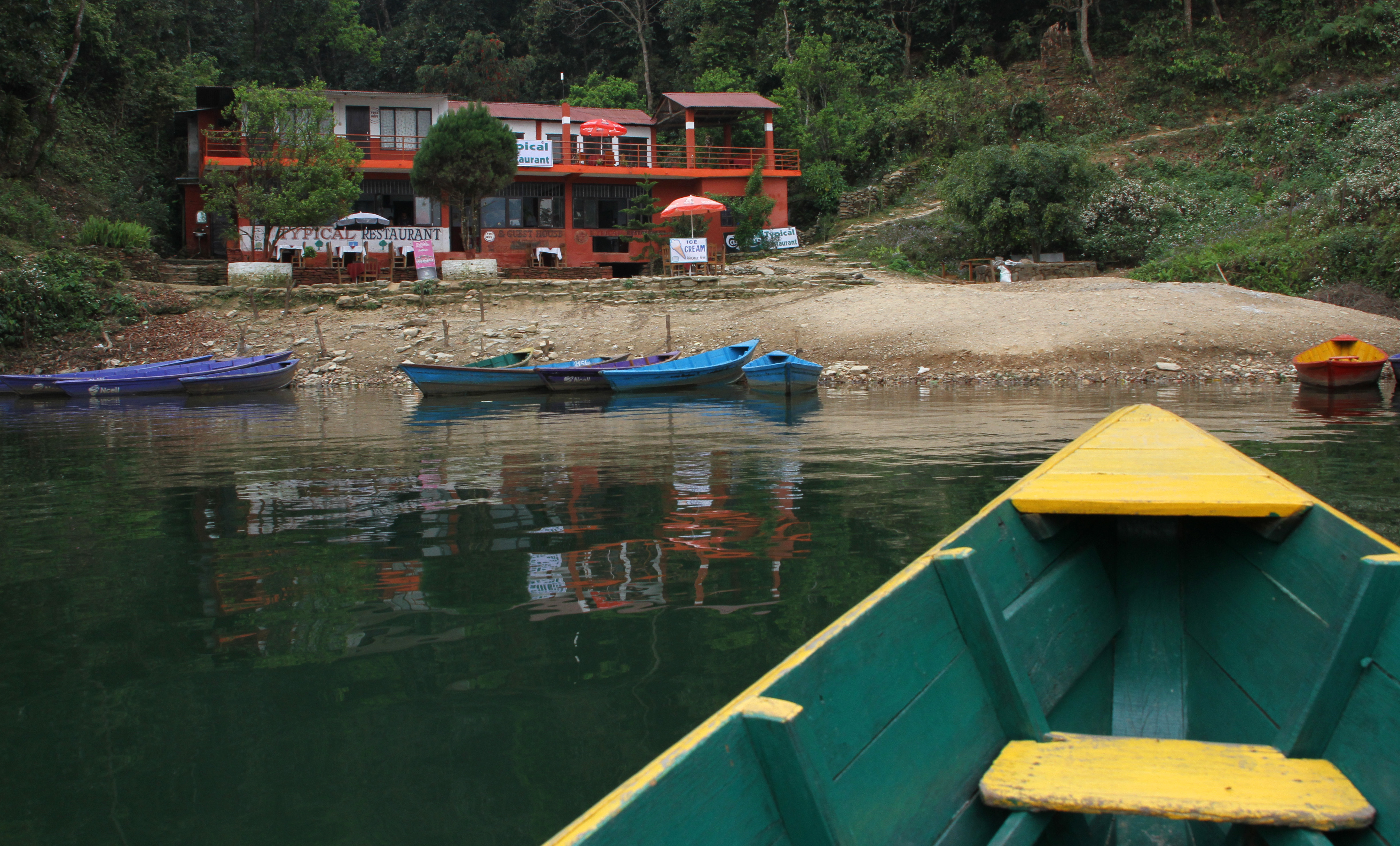
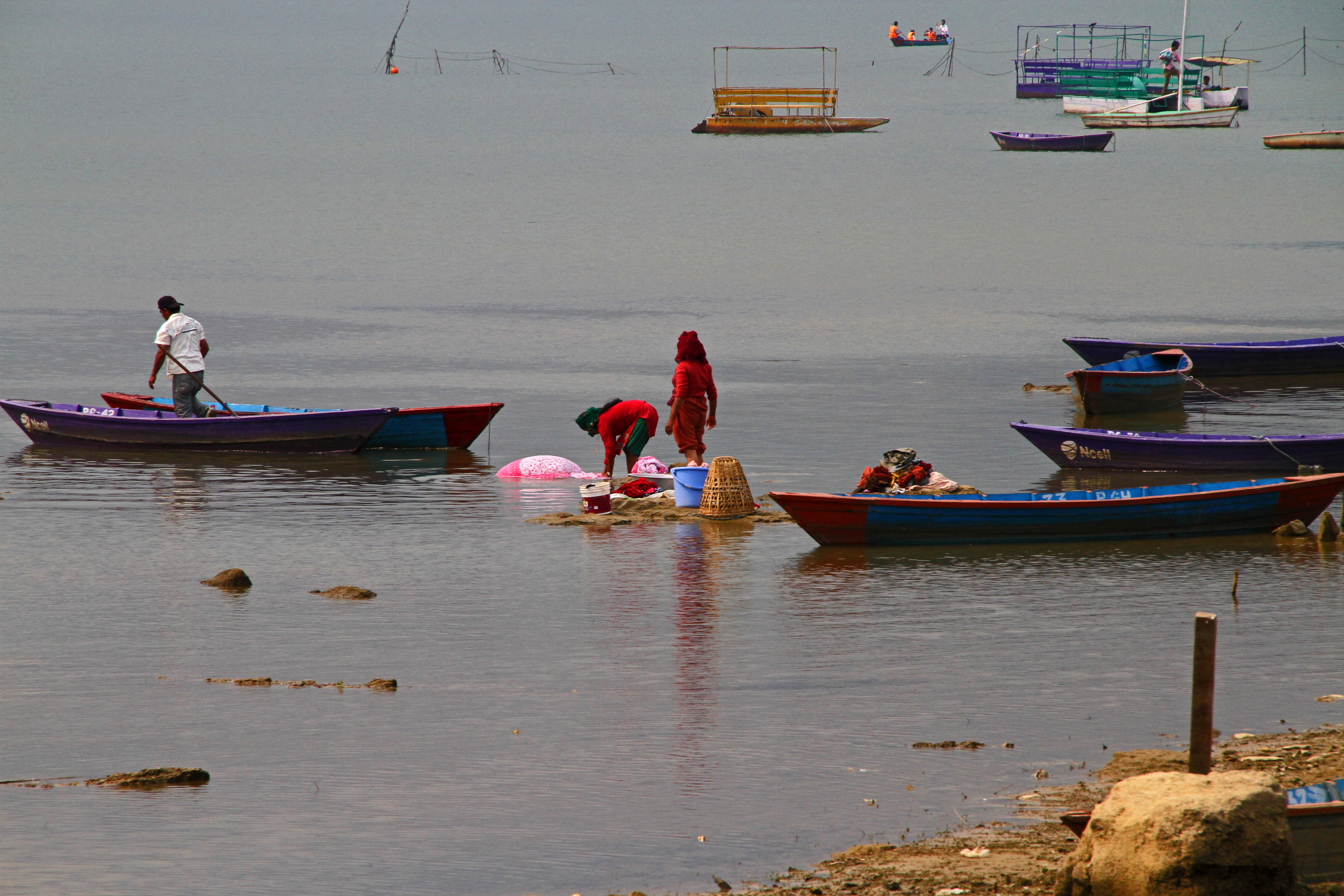
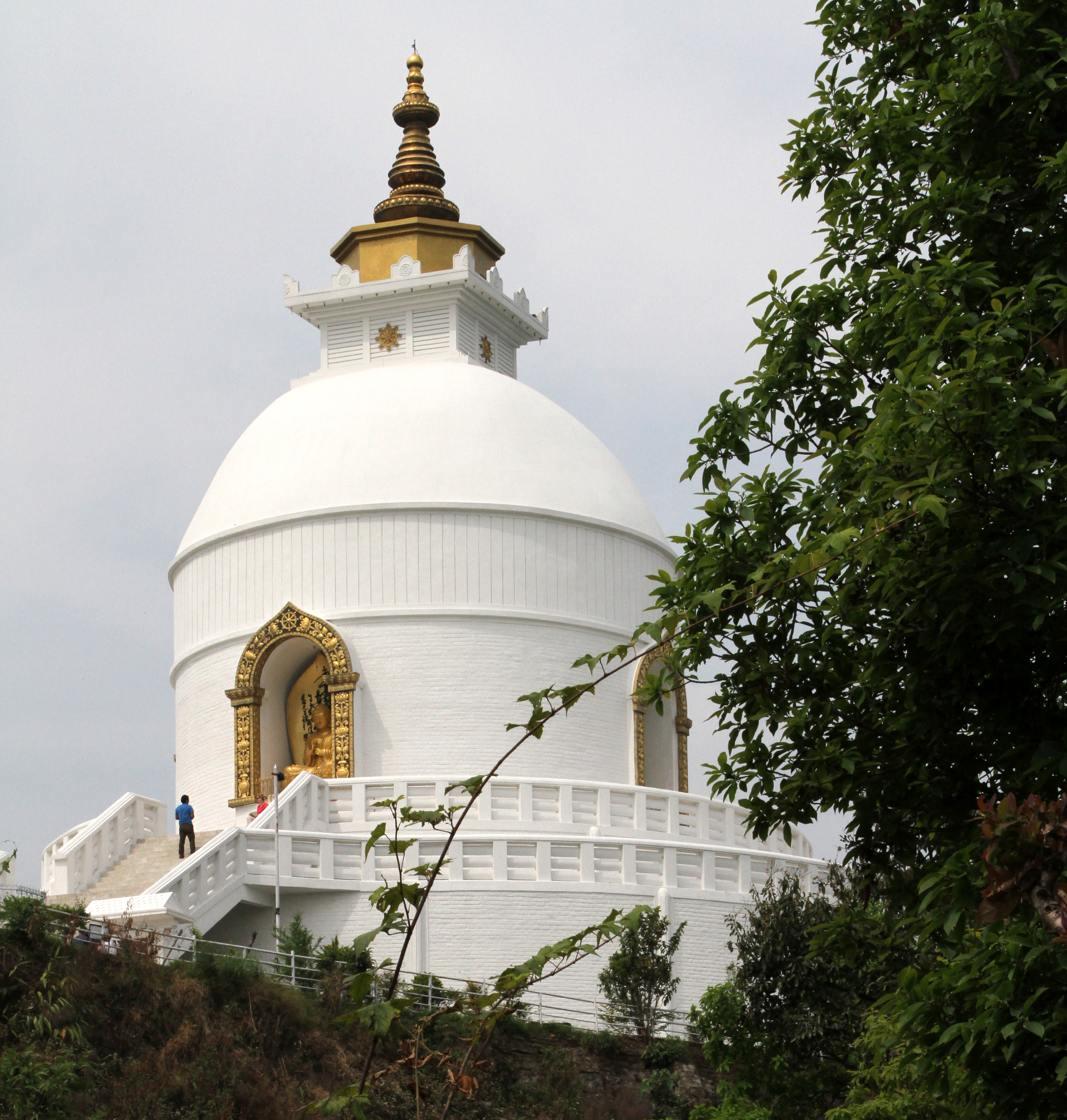
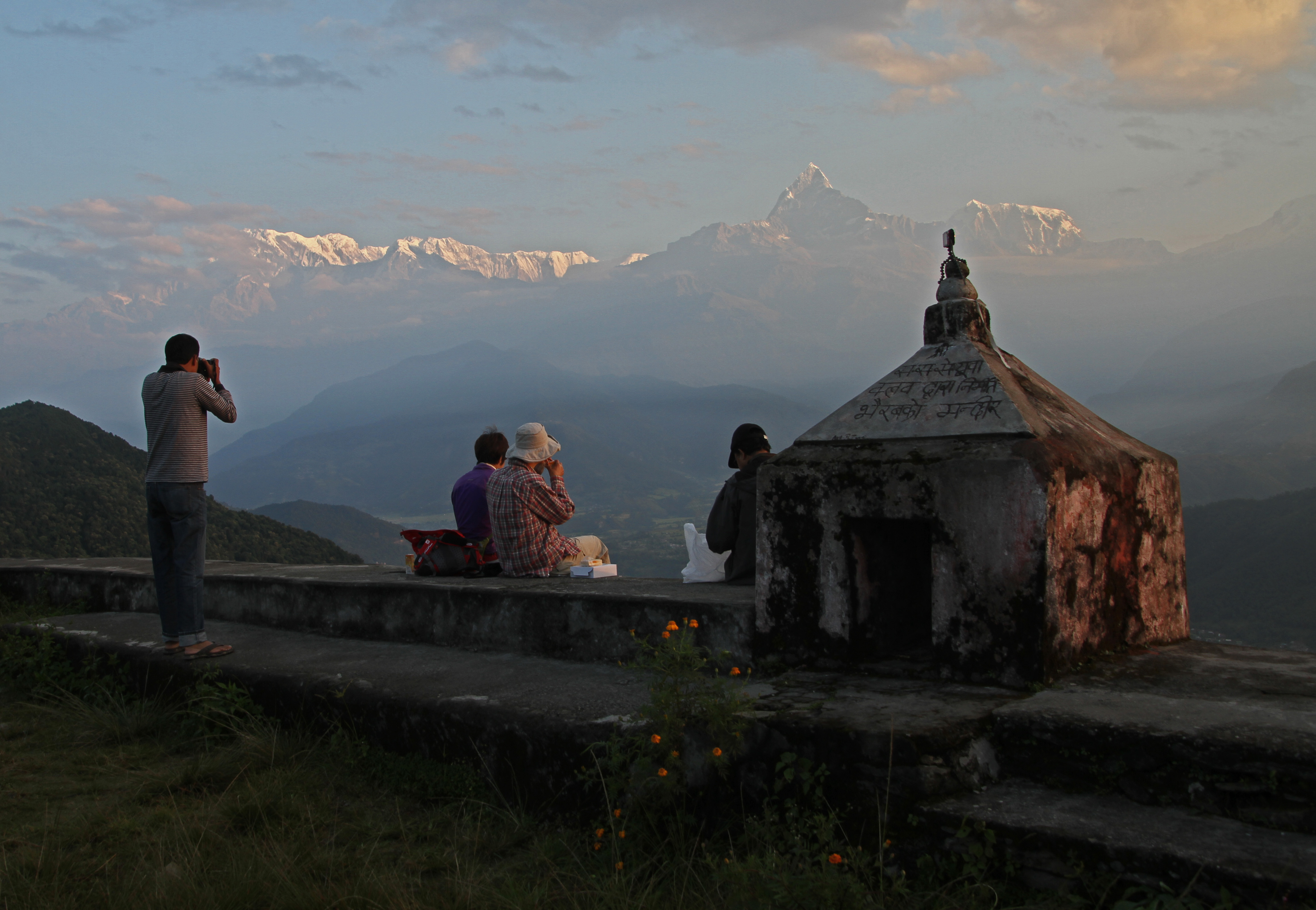